# Tetragonia crystallina
Tetragonia crystallina är en isörtsväxtart som beskrevs av L'herit. Tetragonia crystallina ingår i släktet tetragonior, och familjen isörtsväxter. Inga underarter finns listade i Catalogue of Life.